# Kimon Friar
Kimon Friar, nato Kimon Kalogeropoulos (in greco Καλογερόπουλος Κίμων?; İmralı, 18 novembre 1911 – Atene, 26 maggio 1993), è stato un poeta e traduttore statunitense.

## Biografia
Kimon Kalogeropoulos nacque nel 1911 sull'isola di İmralı, nell'allora Impero ottomano, da una famiglia di lingua greca.
Quattro anni dopo la famiglia si trasferì negli Stati Uniti d'America, a Chicago, dove il cognome fu cambiato in Friar.
È noto soprattutto per le sue magistrali traduzioni in lingua inglese di grandi poeti greci moderni; particolare rilievo ha avuto la traduzione dell'Odissea di Nikos Kazantzakis.
Fu a sua volta un quotato poeta, e nei suoi saggi si è perlopiù occupato di letteratura greca.
A partire dal 1950 divise la propria vita fra Stati Uniti e Grecia. Negli anni della dittatura dei Colonnelli si oppose al regime, sfruttando la sua cittadinanza statunitense per dare protezione ad artisti e scrittori perseguitati dal regime.